# Serra-seca (Odèn)
Serra-seca és el cim culminant de la Serra Seca que assoleix els 1.234 metres. Es troba al municipi d'Odèn i en el qual hi ha ubicat un vèrtex geodèsic (referència 270091001 de l'Institut Cartogràfic de Catalunya).